# Spurrit
Spurrit (IMA-Symbol Spu) ist ein selten vorkommendes Mineral aus der Mineralklasse der „Silikate und Germanate“ mit der chemischen Zusammensetzung Ca5(CO3|SiO4)2 und damit chemisch gesehen ein Calcium-Silikat mit zusätzlichen Carbonat-Ionen. Strukturell gehört Spurrit zu den Inselsilikaten.
Spurrit kristallisiert im monoklinen Kristallsystem, konnte bisher jedoch nur in Form unregelmäßiger Kristalle sowie körniger bis massiger Mineral-Aggregate gefunden werden. In reiner Form ist Spurrit farblos und durchsichtig mit einem harz- bis glasähnlichen Glanz auf den Oberflächen. Durch vielfache Lichtbrechung aufgrund von Gitterfehlern oder polykristalliner Ausbildung kann er aber auch durchscheinend weiß sein und durch Fremdbeimengungen eine grauweiße bis lilagraue Farbe annehmen.

## Etymologie und Geschichte
Im Sommer 1907 führte Josiah Edward Spurr mit Unterstützung von G. H. Garrey eine geologische Untersuchung des Bergbaureviers Velardeña im Municipio Cuencamé mexikanischen Bundesstaates Durango durch. Fred Eugene Wright erhielt mehrere Dünnschliffe des dort gesammelten Materials zur Analyse, wobei in einer der Proben ein Mineral mit besonderen optischen Eigenschaften auffiel. Nachdem durch Garrey eine größere Menge des betreffenden Gesteins gesammelt wurde, konnte Wright in dem Material neben dem bereits von anderen Vorkommen bekannten Gehlenit auch zwei neue Mineralarten identifizieren; den hier beschriebenen Spurrit, den Wright nach dessen Entdecker benannte, und den nach dem deutschen Chemiker und Mineralogen William Hillebrand benannten Hillebrandit.
Das Typmaterial für die Analyse entstammte der „Terneras“-Intrusion, genauer der Terneras Mine oder auch Ternanes Mine. Da zur weiteren Analyse von Spurrit auch Typmaterial aus einem Fundpunkt (auch englisch Paraspurrite type locality) nördlich von Darwin im Inyo County von Kalifornien verwendet wurde, gilt auch dieser als Typlokalität für Spurrit.
Das Typmaterial des Minerals wird in der Mineralogischen Sammlung des Muséum national d’histoire naturelle (MHN) in Paris unter der Katalog-Nummer 109.396, des Natural History Museums (NHM) in London unter der Katalog-Nummer BM 1923,1032 und des National Museum of Natural History (NMNH) in Washington, D.C. unter der Katalog-Nummer 86532 aufbewahrt.
Da der Spurrit bereits lange vor der Gründung der International Mineralogical Association (IMA) bekannt und als eigenständige Mineralart anerkannt war, wurde dies von ihrer Commission on New Minerals, Nomenclature and Classification (CNMNC) übernommen und bezeichnet den Spurrit als sogenanntes „grandfathered“ (G) Mineral. Die seit 2021 ebenfalls von der IMA/CNMNC anerkannte Kurzbezeichnung (auch Mineral-Symbol) von Spurrit lautet „Spu“.

## Klassifikation
In der veralteten 8. Auflage der Mineralsystematik nach Strunz gehörte der Spurrit zur Mineralklasse der „Silikate“ und dort zur Abteilung „Neso-Subsilikate“, wo er gemeinsam mit Latiumit, Roeblingit und Thaumasit in einer unbenannten Reihe mit der Systemnummer VIII/A’.06a innerhalb der Gruppe „Spurrit-Afwillit-Gruppe“ (VIII/A’.06) steht.
In der zuletzt 2018 überarbeiteten Lapis-Systematik nach Stefan Weiß, die formal auf der alten Systematik von Karl Hugo Strunz in der 8. Auflage basiert, erhielt das Mineral die System- und Mineralnummer VIII/B.22-050. Dies entspricht der Klasse der „Silikate“ und dort der Abteilung „Inselsilikate mit tetraederfremden Anionen“, wo Spurrit zusammen mit Afwillit, Aradit, Bultfonteinit, Galuskinit, Harrisonit, Hatrurit, Nabimusait, Nagelschmidtit, Olmiit, Poldervaartit, Silicocarnotit, Ternesit und Zadovit eine unbenannte Gruppe mit der Systemnummer VIII/B.22 bildet.
Die von der International Mineralogical Association (IMA) zuletzt 2009 aktualisierte 9. Auflage der Strunz’schen Mineralsystematik ordnet den Spurrit in die erweiterte Klasse der „Silikate und Germanate“, dort aber ebenfalls in die Abteilung „Inselsilikate (Nesosilikate)“ ein. Diese ist weiter unterteilt nach der möglichen Anwesenheit zusätzlicher Anionen und gegebenenfalls nach der Kristallstruktur. Hier ist das Mineral entsprechend seinem Aufbau in der Unterabteilung „Inselsilikate mit CO3, SO4, PO4 usw.“ zu finden, wo es nur zusammen mit Paraspurrit die „Spurritgruppe“ mit der Systemnummer 9.AH.15 bildet.
In der vorwiegend im englischen Sprachraum gebräuchlichen Systematik der Minerale nach Dana hat Spurrit die System- und Mineralnummer 53.01.01.01. Dies entspricht der Klasse der „Silikate“ und dort der Abteilung „Inselsilikate: SiO4-Gruppen und andere Anionen komplexer Kationen“. Hier findet er sich innerhalb der Unterabteilung „Inselsilikate: SiO4-Gruppen und andere Anionen komplexer Kationen mit (CO3)“ als einziges Mitglied in einer unbenannten Gruppe mit der Systemnummer 53.01.01.

## Kristallstruktur
Spurrit kristallisiert in der monoklinen Raumgruppe P21/a (Raumgruppen-Nr. 14, Stellung 3) mit den Gitterparametern a = 10,49 Å; b = 6,70 Å; c = 14,16 Å und β = 101,3° sowie 4 Formeleinheiten pro Elementarzelle.

## Eigenschaften
Unter Einwirkung einer Elektronenquelle zeigen manche Spurrite eine grüne Kathodolumineszenz.

## Bildung und Fundorte
Spurrit bildet sich als Umwandlungsprodukt thermischer Hochtemperaturmetamorphose in der Kontaktzone zwischen Kalkstein (auch Karbonatgestein) und mafischem Magma. Als Begleitminerale können neben Gehlenit und Hillebrandit unter anderem noch Foshagit, Kilchoanit, Larnit, Merwinit, Rankinit, Scawtit, Tilleyit und Wollastonit auftreten.
Als seltene Mineralbildung konnte Spurrit nur an wenigen Orten nachgewiesen werden, wobei weltweit bisher rund 70 Vorkommen dokumentiert sind. Außer an seiner Typlokalität in der Terneras Mine sowie der ebenfalls bei Velardeña gelegenen Santa Rita und Velardeña Mine in Durango trat das Mineral in Mexiko noch in der Sierra Mojada in Coahuila, in der Lomo Deltoro Mine bei Zimapán in Hidalgo und in der Negra Mine bei Maconi in der Gemeinde Cadereyta de Montes in Queretaro auf.
Im US-Bundesstaat Kalifornien fand sich Spurrit außer bei Darwin im Inyo County noch am Sky Blue Hill bei Crestmore im Jurupa Valley des Riverside Countys. Weitere bekannte Vorkommen in den USA sind unter anderem Bagdad (Yavapai County) in Arizona, Collins Hill (Middlesex County) in Connecticut, South Peak (auch South Sisters Peak) im Luna County von New Mexico sowie die Christmas Mountains im Brewster County und das Gebiet um Apache Peak im Culberson County von Texas.
In Deutschland konnte Spurrit bisher nur im Steinbruch Caspar am Ettringer Bellerberg und an der sogenannten die „Seekante“ (östlicher Teil eines Lavastroms) bei Mayen in der rheinland-pfälzischen Vulkaneifel entdeckt werden.
Weitere Fundorte liegen unter anderen in Angola, Georgien, Indonesien, Irland, Israel, Japan, Jordanien, Kanada, Neuseeland, Palästina, Polen, Rumänien, Russland, der Slowakei, Türkei, in Uganda, Ukraine und im Vereinigten Königreich (Nordirland, Schottland).